# 紫石英号轻护卫舰

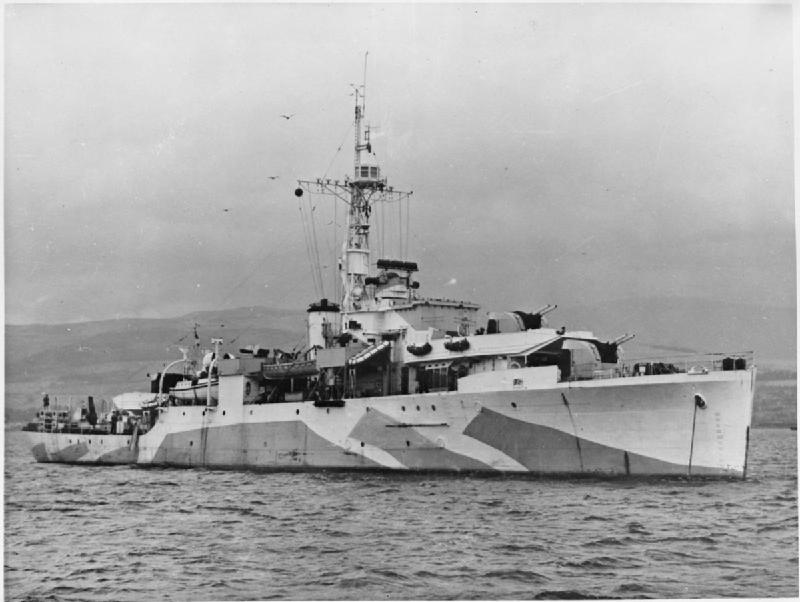
二战期間紫石英号

紫石英号（HMS Amethyst）是英國皇家海軍的一艘改装的黑天鹅级单桅帆船。它于1942年3月25日在蘇格蘭加文的林斯豪斯下水，製造方為亚历山大-斯蒂芬父子公司。1943年5月7日再次下水，並於1943年11月2日正式服役，其舷號为U16。
第二次世界大战期間，紫石英号主要执行反潜巡逻和护航任务。1945年2月20日，它在沃特福德以南的北大西洋用深水炸弹攻击并击沉了納粹德國U-1276型U型艇。U-1276号潜艇的49名納粹德國船员全部丧生。
第二次世界大战后，它被改装和重新设计为轻护卫舰，并重新编号为F116。
1949年4月20日，紫石英号在从上海前往南京途中，遭到中国人民解放军的攻擊，从而引发了紫石英号事件。紫石英号一度被困，直到1949年7月30日，它才成功脫困。最終於1957年退役並拆卸。